# 吳性
吳性（1499年—1563年），字定甫，號寓菴，南直隸常州府宜興縣人，民籍，徙居武進縣，明朝政治人物。

## 生平
嘉靖十三年（1534年）甲午科應天鄉試第二十四名舉人，十四年（1535年）乙未科進士。授南陽府儒學教授，歷升南京戶部主事，监管浦口倉，歷员外郎、郎中，称病告归，不久丁父憂。二十六年（1547年）服闋，補北户部，乞改南，遂改南京禮部主客司主事，次年復请告病。居乡建天真園，与朋友咏游其中。三十一年（1552年）起補南京车驾司主事，未赴任，乞致仕，吏部不允，至南京復疏请，三十五年以尚寶司丞致仕，四十二年（1563年）卒，年六十五。著有《讀禮備忘》。

## 家族
曾祖吳觀；祖父吳昊；父吳禮，封南京戶部主事。母錢氏；繼母陸氏。具慶下。兄吳忱、吳懌、吳恪、吳恜，弟吳慎、吳悃、吳慥、吳情、吳戃。